# Spitalul

Coperta primului număr al revistei "Spitalul"

Spitalul este o revistă științifică medicală ce a apărut pentru prima dată în anul 1881 și a continuat sa apară  neîntrerupt până la sfârșitul celui de-al doilea război mondial devenind în timp o publicație științifică de prestigiu.
În perioada de după război, editarea revistei a întâmpinat numeroase piedici, încercarile de publicare a acesteia eșuând de fiecare dată. 
Publicarea revistei a fost reluată abia în anul 1994 când Liga Studenților în Medicină a reușit să o relanseze. 
Pentru o organizație care se confrunta cu un buget financiar restrâns, editarea unei reviste părea un proiect mult prea ambițios, însă eforturile făcute de studenți au fost răsplătite de bucuria de a revedea această revistă apărând din nou după o îndelungată absență. 
Deși continuă să facă față unor dificultăți financiare considerabile, "Spitalul" a apărut neîntrerupt în anii următori iar numele său a redevenit cunoscut în lumea medicală românească.

## Prezentarea revistei
În prezent revista apare în 6 numere pe parcursul unui an conținând articole științifice, noutăți și informații din lumea medicală și universitară. 
În paginile sale sunt publicate articole semnate de nume de prestigiu ale vieții medicale românești precum și de studenți din toate centrele universitare. 
Revista este distribuită în toate centrele universitare din țară, în spitalele bucureștene, în Facultatea de Medicină din București și la sediul LSM sau se poate obține prin poștă pe baza unui abonament.
Începând cu anul 1999 cuprinsul și abstractele sunt disponibile on-line.
Forumul Ligii Studenților în Medicină București

## Referenți  Științifici - Revista  “Spitalul”
Prof. Univ. Dr. Silviu CONSTANTINOIU Catedra de Chirurgie Generala si Esofagiana Spitalul Clinic ” Sf. Maria”
Prof. Univ. Dr. Mircea DICULESCU Catedra de Gastroenterologie Spitalul Clinic „Fundeni”
Prof. Univ. Dr. Ion BRUCKNER Catedra de Medicina Interna Spitalul Clinic „ Coltea”
Prof. Univ. Dr. Eduard APETREI Catedra de Cardiologie Spitalul Clinic „Fundeni”
Prof. Univ. Dr. Harry Leon GROSSMANN Institutul de Psihoterapie si Hipnoza, Hanau, Germania
Prof. Univ. Dr. Alexandru ISPAS Catedra de Anatomie
Prof. Univ. Dr. Constantin ARION Catedra de Pediatrie Spitalul Clinic „Fundeni”
Conf. Univ. Dr. Ioan N. MATES Catedra de Chirurgie Generala si Esofagiana Spitalul Clinic „Sf. Maria”
Prof. Univ. Dr. Valeriu ATANASIU Catedra de Biochimie Medicala
Prof. Univ. Dr. Ion FULGA Catedra de Farmacologie
Prof. Univ. Dr. Mircea POPA Catedra de Microbiologie
Prof. Univ. Dr. Codrut SARAFOLEANU  Catedra de O.R.L. Spitalul Clinic. „ Sf. Maria”
Conf.  Dr. Rodica BIRLA  Catedra de Chirurgie Generala si Esofagiana Spitalul Clinic „Sf. Maria”
Conf. Univ. Dr. Gabriel BECHEANU Catedra de Anatomie patologica Spitalul Clinic “ Fundeni”
Conf. Univ. Dr. Denisa PREDETEANU Catedra de Medicina Interna si Reumatologie Spitalul Clinic „ Sf. Maria”
Conf. Univ. Dr. Dragos PREDESCU  Catedra de Chirurgie Generala si Esofagiana Spitalul Clinic „Sf. Maria”

## Profil Editorial
Publicația apare o dată la două luni
Gruparea lunilor de apariție:
Tiraj: 3000 de exemplare
Format - A4, 48 pagini policromie

## Partener Media
Revista „Spitalul” a participat în calitate de partener media la Prima Conferință Internațională „Efecte colaterale ale medicației antiinfecțioase”, 4-6 octombrie 2006, București, organizată de Societatea Română de Chimioterapie precum și la Al 5-lea Congres Național al Medicinei de Laborator, 2-5 noiembrie 2006 Brașov, organizat de Societatea Română de Laborator.